# Jedlińska Kopa
Jedlińska Kopa (niem. Saalberg, 744 m n.p.m.) – wzniesienie w południowo-zachodniej Polsce, w Sudetach Środkowych, w Górach Sowich.
Wzniesienie położone jest w północno-zachodniej części Gór Sowich, w niewielkim Masywie Włodarza, po północno-zachodniej stronie od, Przełęczy Marcowej, na południowy wschód od miejscowości Jedlina-Zdrój.
Jest to kopulaste wzniesienie o płaskim wierzchołku, z wyraźnie zaznaczonym szczytem i dość stromych zboczach.
Całe wzniesienie porasta las świerkowo-bukowy regla dolnego.
Na stokach góry znajdują się pozostałości po torowiskach kolejki wąskotorowej z okresu II wojny światowej, zamienione obecnie na leśne drogi trawersujące wzniesienie.
Masyw Włodarza, w którym położone jest wzniesienie, w okresie II wojny światowej, objęty był szczególną tajemnicą przez III Rzeszę, w związku z budową kompleksu militarnego pod kryptonimem „Riese” (pol. Olbrzym). Ujęcia wodne na zboczu góry zasilały żelbetowe zbiorniki wodne w Jugowicach w trakcie prac związanych z budową tego kompleksu.
Wzniesienie położone jest na obszarze Parku Krajobrazowego Gór Sowich.

## Szlaki turystyczne
Przez wzniesienie przechodzą dwa szlaki turystyczne:
- niebieski – prowadzący południowo-wschodnim zboczem pod szczytem z Głuszycy na górę Włodarz i dalej do Walimia - fragment europejskiego długodystansowego szlaku E3,
- czerwony – z Sokołowska na Wielką Sowę prowadzący północnym i północno-wschodnim zboczem – fragment Głównego Szlaku Sudeckiego.